# Onthophagus zicsii
Onthophagus zicsii là một loài bọ cánh cứng trong họ Bọ hung (Scarabaeidae).